# Slåttesmyran
Slåttesmyran är en sjö i Lycksele kommun i Lappland och ingår i Öreälvens huvudavrinningsområde. Sjön har en area på 0,0343 kvadratkilometer och ligger 228,9 meter över havet.

## Delavrinningsområde
Slåttesmyran ingår i det delavrinningsområde (713684-164375) som SMHI kallar för Ovan VDRID = 705225-169523 i Öreälvens vattendrag*. Medelhöjden är 258 meter över havet och ytan är 20,53 kvadratkilometer. Räknas de 93 avrinningsområdena uppströms in blir den ackumulerade arean 1 473,41 kvadratkilometer. Avrinningsområdets utflöde Öreälven (Örån) mynnar i havet. Avrinningsområdet består mestadels av skog (92 procent). Avrinningsområdet har 0,13 kvadratkilometer vattenytor vilket ger det en sjöprocent på 0,6 procent.